# Edgar Quinet (filozof)

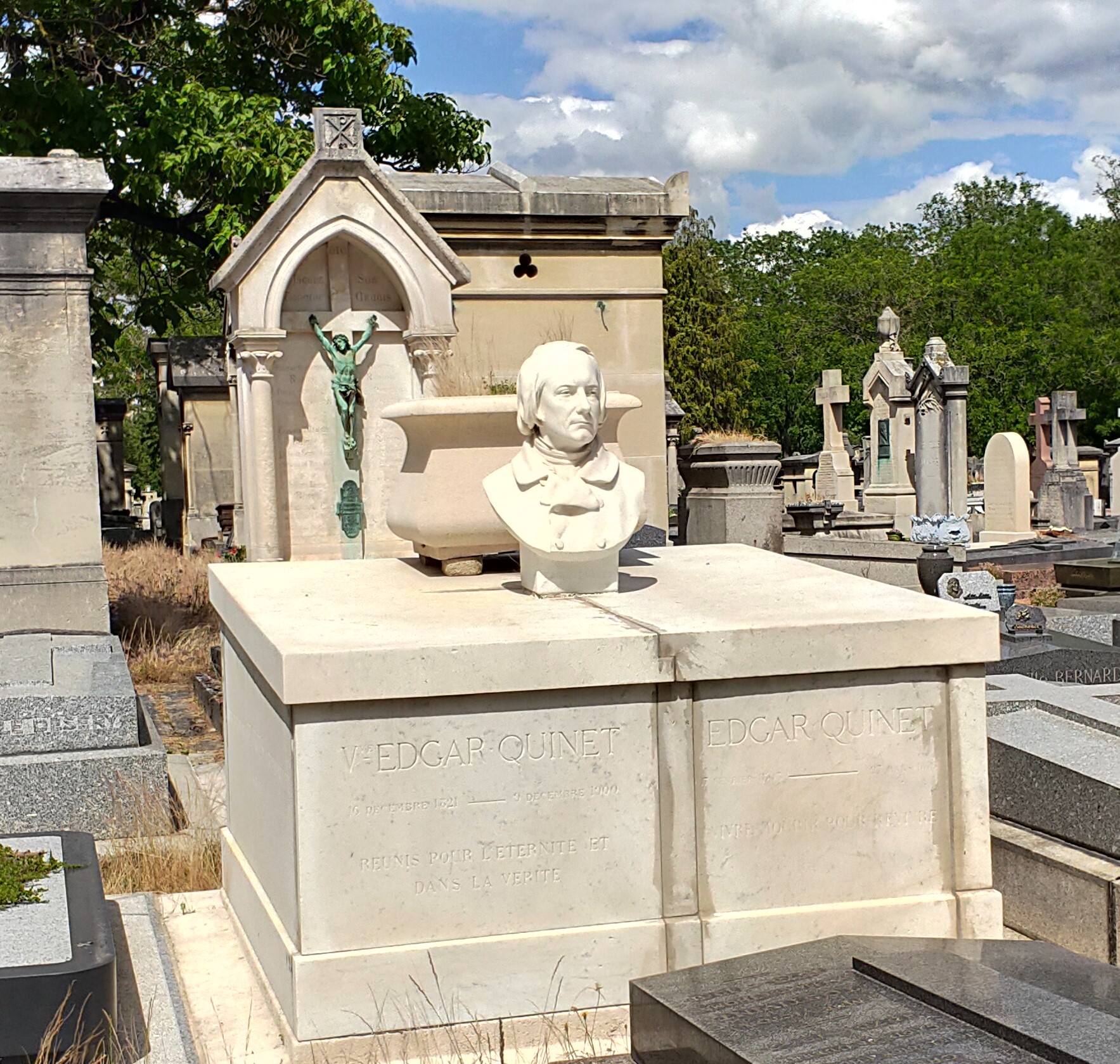
Grobowiec na Cmentarzu Montparnasse w Paryżu

Edgar Quinet (ur. 17 lutego 1803 w Bourg-en-Bresse, zm. 27 marca 1875 w Wersalu) – francuski filozof, historyk, polityk, pisarz, mesjanista; przyjaciel Adama Mickiewicza.

## Życiorys
Od 1841 był profesorem Collège de France. Adama Mickiewicza poznał 21 grudnia 1837 podczas jednego ze spotkań towarzyskich w gronie polskiej emigracji. Ich relacja rozwinęła się później w zażyłą przyjaźń, a ich wizerunki znalazły się na medalu wybitym w 1845 ku upamiętnieniu wykładów prowadzonych przez nich w Collège de France. Quinet był później współpracownikiem "Trybuny Ludów". W 1852 (po kilkuletnim okresie zawieszenia wykładów) razem z A. Mickiewiczem i Jules'em Micheletem został usunięty z katedry Collège de France.
Jest autorem m.in. książki "L'enseignement du peuple" (1850), w której postulował wprowadzenie "edukacji narodowej, obligatoryjnej i laickiej". Jego przemyślenia legły u podstaw zasady laickości szkolnictwa państwowego we Francji. Pochowany na Cmentarzu Montparnasse w Paryżu.